# Steven Fisher
Steven Steve Fisher (* 21. September 1982) ist ein ehemaliger US-amerikanischer Snowboarder. Er startete in der Disziplin Halfpipe und gewann bei den Snowboard-Weltmeisterschaften 2003 die Bronzemedaille sowie bei den Winter-X-Games 2004 und 2007 jeweils die Goldmedaille.

## Werdegang
Fisher startete im Februar 2000 in Sapporo erstmals im Snowboard-Weltcup der FIS und errang dabei den 17. Platz. Bei den Juniorenweltmeisterschaften 2002 in Rovaniemi gewann er die Goldmedaille und bei den Snowboard-Weltmeisterschaften 2003 am Kreischberg die Bronzemedaille. In der Saison 2003/04 holte er in Jōetsu seinen ersten Weltcupsieg und erreichte mit dem neunten Platz im Halfpipe-Weltcup sein bestes Gesamtergebnis. Zudem gewann er bei den Winter-X-Games 2004 in Aspen die Goldmedaille. In der folgenden Saison siegte er im Weltcup in Saas-Fee und errang damit den 12. Platz im Halfpipe-Weltcup. Bei den Winter-X-Games 2005 belegte er den 20. Platz und bei den Snowboard-Weltmeisterschaften 2005 in Whistler den 16. Rang. Zudem wurde er Zweiter bei den Burton US Open. In der Saison 2005/06 errang er beim U.S. Snowboarding Grand Prix im Mountain Creek Resort den dritten Platz und bei den Winter-X-Games 2006 den 12. Platz. Nach Platz sechs beim Weltcup in Saas-Fee zu Beginn der Saison 2006/07, wurde er bei den Snowboard-Weltmeisterschaften 2007 in Arosa Siebter und gewann bei den Winter-X-Games 2007 die Goldmedaille. Zum Saisonende holte er in Lake Placid seinen dritten und damit letzten Weltcupsieg und erreichte damit den 12. Platz im Halfpipe-Weltcup. In der Saison 2007/08 errang er bei den Winter-X-Games 2008 den 18. Platz und beim U.S. Snowboarding Grand Prix in Breckenridge den zweiten sowie in Killington den dritten Platz. 
Zu Beginn der Saison 2008/09 belegte Fisher beim U.S. Snowboarding Grand Prix in Copper Mountain und bei der Winter Dew Tour am Mount Snow jeweils den zweiten Platz. Es folgte der sechste Platz bei den Winter-X-Games 2009 und ein Sieg beim U.S. Snowboarding Grand Prix im Boreal Mountain Resort. Zudem wurde er bei der Winter Dew Tour in Northstar-at-Tahoe Zweiter. Zum Saisonende absolvierte er in La Molina seinen 19. und damit letzten Weltcup, welchen er auf den dritten Platz beendete und errang den 16. Platz im Halfpipe-Weltcup. In der Saison 2009/10 wurde er Zweiter bei der Winter Dew Tour in Snowbasin, Dritter am Mount Snow und Sechster bei den Winter-X-Games 2010. Letztmals startete er bei den Winter-X-Games 2012. Dabei belegte er den 11. Platz.

## Weltcupsiege und Weltcup-Gesamtplatzierungen

### Weltcupsiege
| Nr. | Datum            | Ort         | Disziplin |
| --- | ---------------- | ----------- | --------- |
| 1.  | 28. Februar 2004 | Jōetsu      | Halfpipe  |
| 2.  | 29. Oktober 2004 | Saas-Fee    | Halfpipe  |
| 3.  | 10. März 2007    | Lake Placid | Halfpipe  |

### Weltcup-Gesamtplatzierungen
| Saison    | Gesamt | Gesamt | Halfpipe | Halfpipe |
| Saison    | Punkte | Platz  | Punkte   | Platz    |
| --------- | ------ | ------ | -------- | -------- |
| 1999/2000 | 26     | 127.   | 290      | 56.      |
| 2000/01   | -      | -      | 130      | 79.      |
| 2001/02   | -      | -      | 360      | 62.      |
| 2002/03   | 24     | 26.    | 150      | 74.      |
| 2003/04   | -      | -      | 1900     | 9.       |
| 2004/05   | -      | -      | 1260     | 12.      |
| 2005/06   | 360    | 169.   | 360      | 54.      |
| 2006/07   | 1400   | 44.    | 1400     | 12.      |
| 2007/08   | 260    | 181.   | 260      | 52.      |
| 2008/09   | 1220   | 62.    | 1220     | 16.      |